# CRUD
CRUD (acrónimo do inglês para Create, Read, Update and Delete) são as quatro operações básicas do desenvolvimento de uma aplicação, sendo utilizadas em bases de dados relacionais (RDBMS) fornecidas aos utilizadores do sistema.
Outros acrônimos podem ser usados para definir as mesmas operações:
- ABCD: Add, Browse, Change and Delete
- BREAD: Browse, Read, Edit, Add and Delete
- VADE(R): View, Add, Delete, Edit (e Restore, para sistemas com processos transacionais)
- VEIA: Visualizar, Excluir, Inserir, Alterar

## Aplicação em Bases de Dados Relacionais
A abreviação CRUD mapeada para o padrão ISO/SQL:
| Create           | INSERT |
| Read (Retrieve)  | SELECT |
| Update           | UPDATE |
| Delete (Destroy) | DELETE |

## Interface para Utilizadores
As operações CRUD também são relevantes em interfaces para utilizadores de vários níveis. Por exemplo, num programa de Catálogo de Endereços, uma entrada de um contacto individual pode ser considerada a unidade básica de persistência. As operações mínimas para este tipo de programa são:
| Create           | Criar ou adicionar novas entradas         |
| Read (Retrieve)  | Ler, recuperar ou ver entradas existentes |
| Update           | Atualizar ou editar entradas existentes   |
| Delete (Destroy) | Remover entradas existentes               |